# Thai Women’s League 2020/21
Die Thai Women’s League 2020/21 (thailändisch ไทยวีเมนส์ลีก ฤดูกาล 2563/64) war die siebte Spielzeit der höchsten thailändischen Frauenfußballliga seit ihrer Gründung im Jahr 2008. Organisiert wurde die Liga vom thailändischen Fußballverband. An dem Wettbewerb nahmen acht Mannschaften teil. Die Saison begann am 31. Oktober 2020 und endete am 13. November 2021.

## Mannschaften
| Mannschaft                | Standort            | Stadion                                                 |
| ------------------------- | ------------------- | ------------------------------------------------------- |
| Chonburi WFC              | Chonburi            | Chonburi Stadium                                        |
| BG Bundit Asia            | Khon Kaen           | Khon Kaen Stadium                                       |
| Bangkok WFC               | Bangkok, Min Buri   | 72nd Anniversary Stadium (Min Buri)                     |
| MH Nakhon Si FC           | Nakhon Si Thammarat | Nakhon Si Thammarat Sport School Stadium                |
| BRU Burirat Academy       | Buriram             | Buriram Rajabhat University Central Stadium             |
| Chonburi Sports School    | Chonburi            | Institute of Physical Education Chonburi Campus Stadium |
| Air Force WFC             | Bangkok             | Thupatemi Stadium                                       |
| Lampang Sports School WFC | Lampang             | Lampang Province Stadium                                |

## Reguläre Saison

### Tabelle
Stand: Ende Reguläre Saison 2020/21
| Pl. | Verein                    | Sp. | S | U | N | Tore    | Diff. | Punkte |
| --- | ------------------------- | --- | - | - | - | ------- | ----- | ------ |
| 1.  | Chonburi WFC              | 7   | 6 | 1 | 0 | 024:700 | +17   | 19     |
| 2.  | BG Bundit Asia            | 7   | 5 | 1 | 1 | 031:300 | +28   | 16     |
| 3.  | Bangkok WFC               | 7   | 4 | 0 | 3 | 027:800 | +19   | 12     |
| 4.  | MH Nakhon Si FC           | 7   | 3 | 2 | 2 | 011:100 | +1    | 11     |
| 5.  | BRU Burirat Academy       | 7   | 2 | 2 | 3 | 008:160 | −8    | 08     |
| 6.  | Chonburi Sports School    | 7   | 2 | 1 | 4 | 015:380 | −23   | 07     |
| 7.  | Air Force WFC             | 7   | 2 | 1 | 4 | 010:340 | −24   | 07     |
| 8.  | Lampang Sports School WFC | 7   | 0 | 0 | 7 | 004:240 | −20   | 0      |

| Zum Ende der regulären Saison 2020/21:                                        |
| Qualifikation für die Meisterschaftsrunde Qualifikation für die Abstiegsrunde |

### Ergebnisse
| Datum            |                           | Ergebnis |                        |
| ---------------- | ------------------------- | -------- | ---------------------- |
| 1. Spieltag      |                           |          |                        |
| 31. Oktober 2020 | Chonburi WFC              | 5:2      | Air Force WFC          |
| 31. Oktober 2020 | BRU Burirat Academy       | 2:2      | Chonburi Sports School |
| 1. November 2020 | Bangkok WFC               | 2:1      | MH Nakhon Si FC        |
| 1. November 2020 | Lampang Sports School WFC | 0:5      | BG Bundit Asia         |

| Datum            |                           | Ergebnis |                     |
| ---------------- | ------------------------- | -------- | ------------------- |
| 2. Spieltag      |                           |          |                     |
| 7. November 2020 | BG Bundit Asia            | 6:0      | BRU Burirat Academy |
| 7. November 2020 | Lampang Sports School WFC | 0:6      | Bangkok WFC         |
| 8. November 2020 | MH Nakhon Si FC           | 1:1      | Air Force WFC       |
| 8. November 2020 | Chonburi Sports School    | 2:5      | Chonburi WFC        |

| Datum             |                        | Ergebnis |                           |
| ----------------- | ---------------------- | -------- | ------------------------- |
| 3. Spieltag       |                        |          |                           |
| 14. November 2020 | Chonburi WFC           | 4:0      | MH Nakhon Si FC           |
| 14. November 2020 | Chonburi Sports School | 1:10     | BG Bundit Asia            |
| 15. November 2020 | BRU Burirat Academy    | 0:4      | Bangkok WFC               |
| 15. November 2020 | Air Force WFC          | 2:1      | Lampang Sports School WFC |

| Datum             |                           | Ergebnis |                        |
| ----------------- | ------------------------- | -------- | ---------------------- |
| 4. Spieltag       |                           |          |                        |
| 21. November 2020 | Lampang Sports School WFC | 1:2      | MH Nakhon Si FC        |
| 21. November 2020 | BG Bundit Asia            | 1:1      | Chonburi WFC           |
| 22. November 2020 | Bangkok WFC               | 12:0     | Chonburi Sports School |
| 22. November 2020 | BRU Burirat Academy       | 4:1      | Air Force WFC          |

| Datum            |                        | Ergebnis |                           |
| ---------------- | ---------------------- | -------- | ------------------------- |
| 5. Spieltag      |                        |          |                           |
| 5. Dezember 2020 | Chonburi Sports School | 5:2      | Air Force WFC             |
| 5. Dezember 2020 | BG Bundit Asia         | 2:0      | Bangkok WFC               |
| 6. Dezember 2020 | Chonburi WFC           | 4:0      | Lampang Sports School WFC |
| 6. Dezember 2020 | MH Nakhon Si FC        | 1:1      | BRU Burirat Academy       |

| Datum             |                        | Ergebnis |                           |
| ----------------- | ---------------------- | -------- | ------------------------- |
| 6. Spieltag       |                        |          |                           |
| 12. Dezember 2020 | BRU Burirat Academy    | 1:0      | Lampang Sports School WFC |
| 12. Dezember 2020 | Chonburi Sports School | 1:5      | MH Nakhon Si FC           |
| 13. Dezember 2020 | Air Force WFC          | 0:7      | BG Bundit Asia            |
| 13. Dezember 2020 | Bangkok WFC            | 2:3      | Chonburi WFC              |

| Datum             |                           | Ergebnis |                        |
| ----------------- | ------------------------- | -------- | ---------------------- |
| 7. Spieltag       |                           |          |                        |
| 19. Dezember 2020 | Bangkok WFC               | 1:2      | Air Force WFC          |
| 19. Dezember 2020 | Chonburi WFC              | 2:0      | BRU Burirat Academy    |
| 20. Dezember 2020 | Lampang Sports School WFC | 2:4      | Chonburi Sports School |
| 20. Dezember 2020 | BG Bundit Asia            | 0:1      | MH Nakhon Si FC        |

## Meisterschaftsrunde

### Tabelle
Stand: Saisonende 2020/21
| Pl. | Verein          | Sp. | S | U | N | Tore    | Diff. | Punkte |
| --- | --------------- | --- | - | - | - | ------- | ----- | ------ |
| 1.  | BG Bundit Asia  | 6   | 5 | 1 | 0 | 013:200 | +11   | 16     |
| 2.  | Chonburi WFC    | 6   | 3 | 1 | 2 | 008:100 | −2    | 10     |
| 3.  | Bangkok WFC     | 6   | 3 | 0 | 3 | 008:500 | +3    | 09     |
| 4.  | MH Nakhon Si FC | 6   | 0 | 0 | 6 | 003:150 | −12   | 0      |

| Zum Saisonende 2020/21: |
| Thailändischer Meister  |

### Ergebnisse
| Datum            |                 | Ergebnis |              |
| ---------------- | --------------- | -------- | ------------ |
| 1. Spieltag      |                 |          |              |
| 13. Februar 2021 | MH Nakhon Si FC | 0:3      | Chonburi WFC |
| 14. Februar 2021 | BG Bundit Asia  | 1:0      | Bangkok WFC  |

| Datum            |              | Ergebnis |                 |
| ---------------- | ------------ | -------- | --------------- |
| 2. Spieltag      |              |          |                 |
| 20. Februar 2021 | Bangkok WFC  | 3:0      | MH Nakhon Si FC |
| 22. Februar 2021 | Chonburi WFC | 0:5      | BG Bundit Asia  |

| Datum            |                 | Ergebnis |                |
| ---------------- | --------------- | -------- | -------------- |
| 3. Spieltag      |                 |          |                |
| 27. Februar 2021 | MH Nakhon Si FC | 1:3      | BG Bundit Asia |
| 28. Februar 2021 | Bangkok WFC     | 3:0      | Chonburi WFC   |

| Datum        |                | Ergebnis |                 |
| ------------ | -------------- | -------- | --------------- |
| 4. Spieltag  |                |          |                 |
| 7. März 2021 | Chonburi WFC   | 3:1      | Bangkok WFC     |
| 7. März 2021 | BG Bundit Asia | 3:1      | MH Nakhon Si FC |

| Datum         |              | Ergebnis |                 |
| ------------- | ------------ | -------- | --------------- |
| 5. Spieltag   |              |          |                 |
| 20. März 2021 | Bangkok WFC  | 0:1      | BG Bundit Asia  |
| 21. März 2021 | Chonburi WFC | 2:1      | MH Nakhon Si FC |

| Datum         |                 | Ergebnis |              |
| ------------- | --------------- | -------- | ------------ |
| 6. Spieltag   |                 |          |              |
| 27. März 2021 | MH Nakhon Si FC | 0:1      | Bangkok WFC  |
| 27. März 2021 | BG Bundit Asia  | 0:0      | Chonburi WFC |

## Abstiegsrunde

### Tabelle
Stand: Saisonende 2020/21
| Pl. | Verein                    | Sp. | S | U | N | Tore    | Diff. | Punkte |
| --- | ------------------------- | --- | - | - | - | ------- | ----- | ------ |
| 1.  | Lampang Sports School WFC | 6   | 5 | 1 | 0 | 018:400 | +14   | 16     |
| 2.  | BRU Burirat Academy       | 6   | 4 | 1 | 1 | 007:700 | ±0    | 13     |
| 3.  | Chonburi Sports School    | 6   | 2 | 0 | 4 | 003:600 | −3    | 06     |
| 4.  | Air Force WFC             | 6   | 0 | 0 | 6 | 003:140 | −11   | 0      |

| Zum Saisonende 2020/21: |
| Relegation Abstieg      |

### Ergebnisse
| Datum            |                     | Ergebnis |                           |
| ---------------- | ------------------- | -------- | ------------------------- |
| 1. Spieltag      |                     |          |                           |
| 13. Februar 2021 | BRU Burirat Academy | 1:0      | Chonburi Sports School    |
| 14. Februar 2021 | Air Force WFC       | 2:3      | Lampang Sports School WFC |

| Datum            |                           | Ergebnis |                     |
| ---------------- | ------------------------- | -------- | ------------------- |
| 2. Spieltag      |                           |          |                     |
| 21. Februar 2021 | Lampang Sports School WFC | 1:1      | BRU Burirat Academy |
| 21. Februar 2021 | Chonburi Sports School    | 1:0      | Air Force WFC       |

| Datum            |                           | Ergebnis |                        |
| ---------------- | ------------------------- | -------- | ---------------------- |
| 3. Spieltag      |                           |          |                        |
| 25. Februar 2021 | Lampang Sports School WFC | 3:1      | Chonburi Sports School |
| 28. Februar 2021 | BRU Burirat Academy       | 2:0      | Air Force WFC          |

| Datum        |                        | Ergebnis |                           |
| ------------ | ---------------------- | -------- | ------------------------- |
| 4. Spieltag  |                        |          |                           |
| 6. März 2021 | Air Force WFC          | 1:2      | BRU Burirat Academy       |
| 6. März 2021 | Chonburi Sports School | 0:1      | Lampang Sports School WFC |

| Datum            |                           | Ergebnis |                     |
| ---------------- | ------------------------- | -------- | ------------------- |
| 5. Spieltag      |                           |          |                     |
| 1. April 2021    | Chonburi Sports School    | 0:1      | BRU Burirat Academy |
| 23. Oktober 2021 | Lampang Sports School WFC | 5:0      | Air Force WFC       |

| Datum             |                     | Ergebnis |                           |
| ----------------- | ------------------- | -------- | ------------------------- |
| 6. Spieltag       |                     |          |                           |
| 13. November 2021 | Air Force WFC       | 0:1      | Chonburi Sports School    |
| 13. November 2021 | BRU Burirat Academy | 0:5      | Lampang Sports School WFC |